# 熱蘭遮城博物館
23°00′04″N 120°09′37″E / 23.0012344°N 120.1601670°E

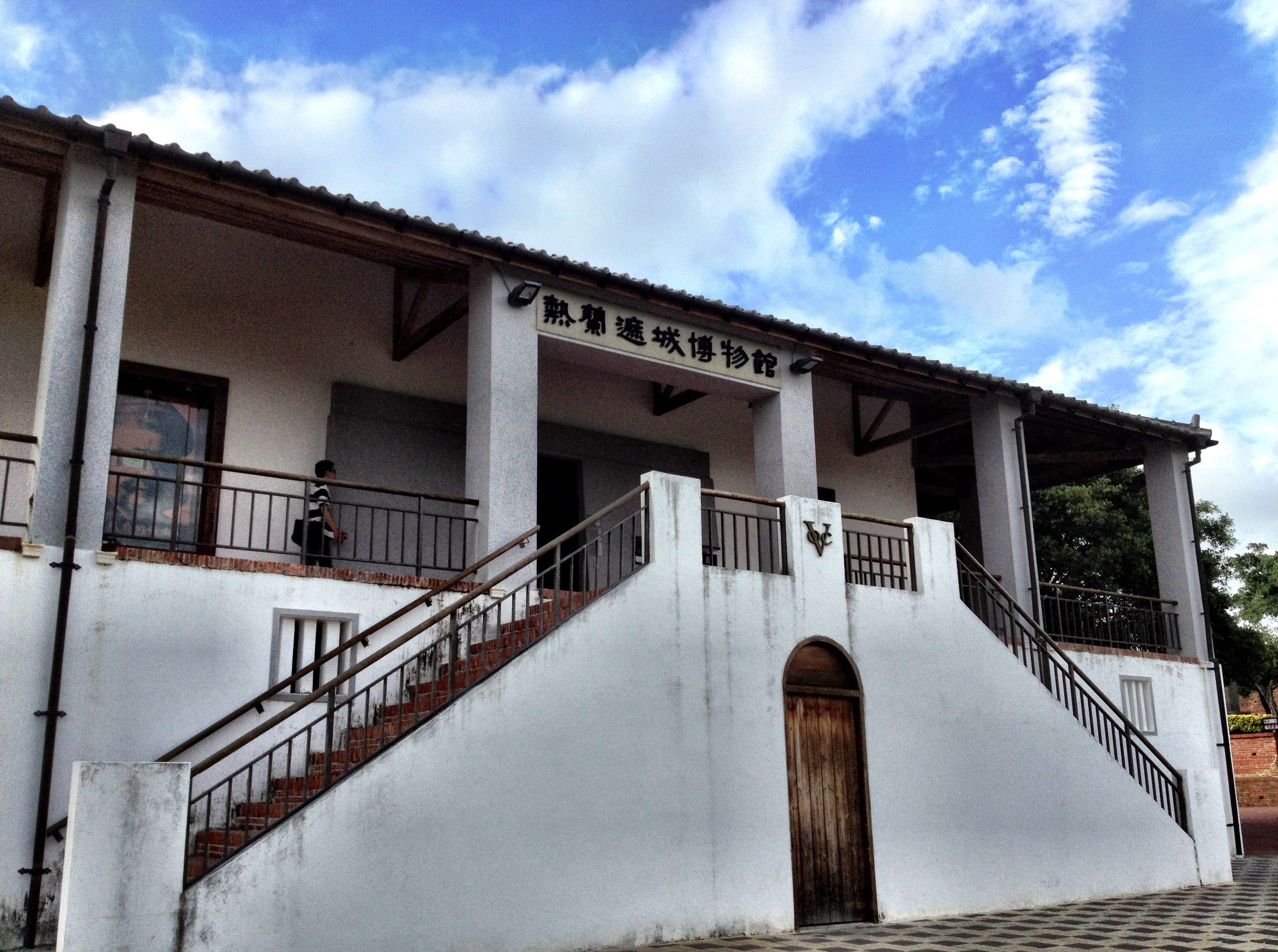
有荷蘭東印度公司VOC標誌的熱蘭遮城博物館

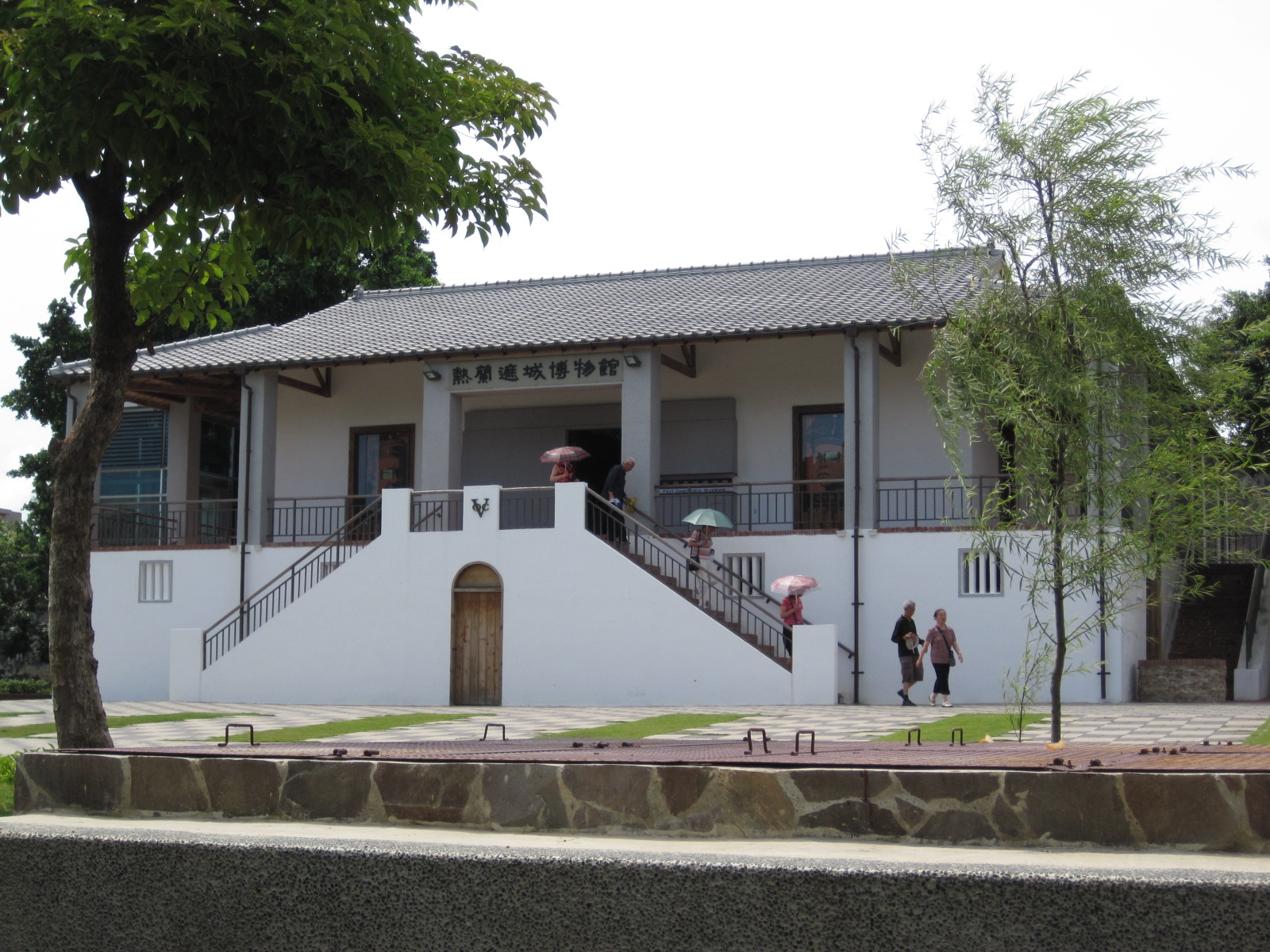

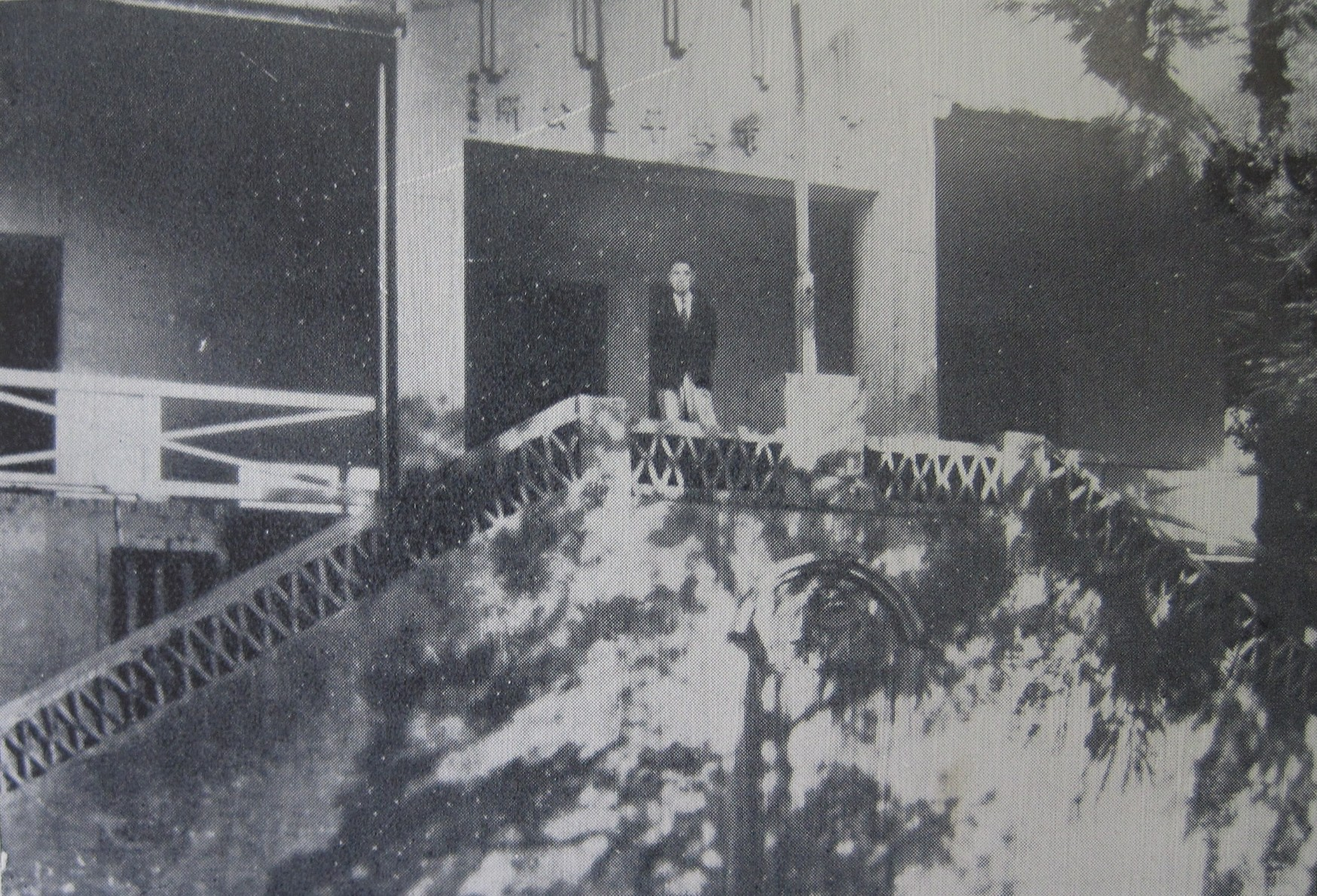
安平區公所時期的熱蘭遮城博物館

熱蘭遮城博物館，位於臺灣臺南市安平區安平古堡內，原是建於1882年的安平稅務司公館，臺灣日治時期曾改為稅關俱樂部、臺南史料館。二次大戰後，該建築曾作為安平區公所使用，後來因納入安平古堡古蹟範圍內，安平區公所便遷走；後來因邱永漢捐贈其典藏給臺南市政府，臺南市政府便於該建築成立「臺南市立永漢民藝館」。2003年推動「安平港國家歷史風景區」計畫時，決定遷移與熱蘭遮城無關的民藝展品，修復稅務司公館，改為熱蘭遮城博物館，於2009年5月開幕，其內有「情境重現」、「固若金湯」、「官署故事」、「片鱗半爪」四個展示廳。

## 沿革
熱蘭遮城博物館原為清朝於光緒六年（1882年）所建，供設於安平的海關長官居住的稅務司公館，後來在臺灣日治時期的明治三十年（1897年），日本在熱蘭遮城遺跡上建海關宿舍，該建物改為「稅關俱樂部」。昭和五年（1930年）10月26日起舉辦為期十天的「臺灣文化三百年紀念會」，期間該建築作為史料展覽會場，之後於1932年4月1日該建築成立史料館，繼續展覽這些史料。
二次大戰後，該建築一度作為安平區公所使用，後來新廈於1977年12月完工後，安平區公所於隔年遷至新址，而也在1978年時臺南市政府亦將此建築改為「臺南市立永漢民藝館」，展覽邱永漢捐贈民間藝術作品，於1979年1月1日正式開放。1998年進行「臺灣城殘蹟修復工程」時，曾對該建物的北側迴廊補強整修。後來在2003年推動「安平港國家歷史風景區」計畫時，由於此建築的歷史重要性，計畫一開始即決定移開與安平、熱蘭遮城歷史無關的展品，修復建築改為今之熱蘭遮城博物館，並加裝電梯等，符合無障礙需求。

## 建築
該建物樓高兩層，坐北朝南，平面略呈正方形，南北長21.5公尺，東西寬21公尺，於東西南三面設有樓梯，其中南側樓梯曾經一度拆除，現已重建。